# 헤로디아

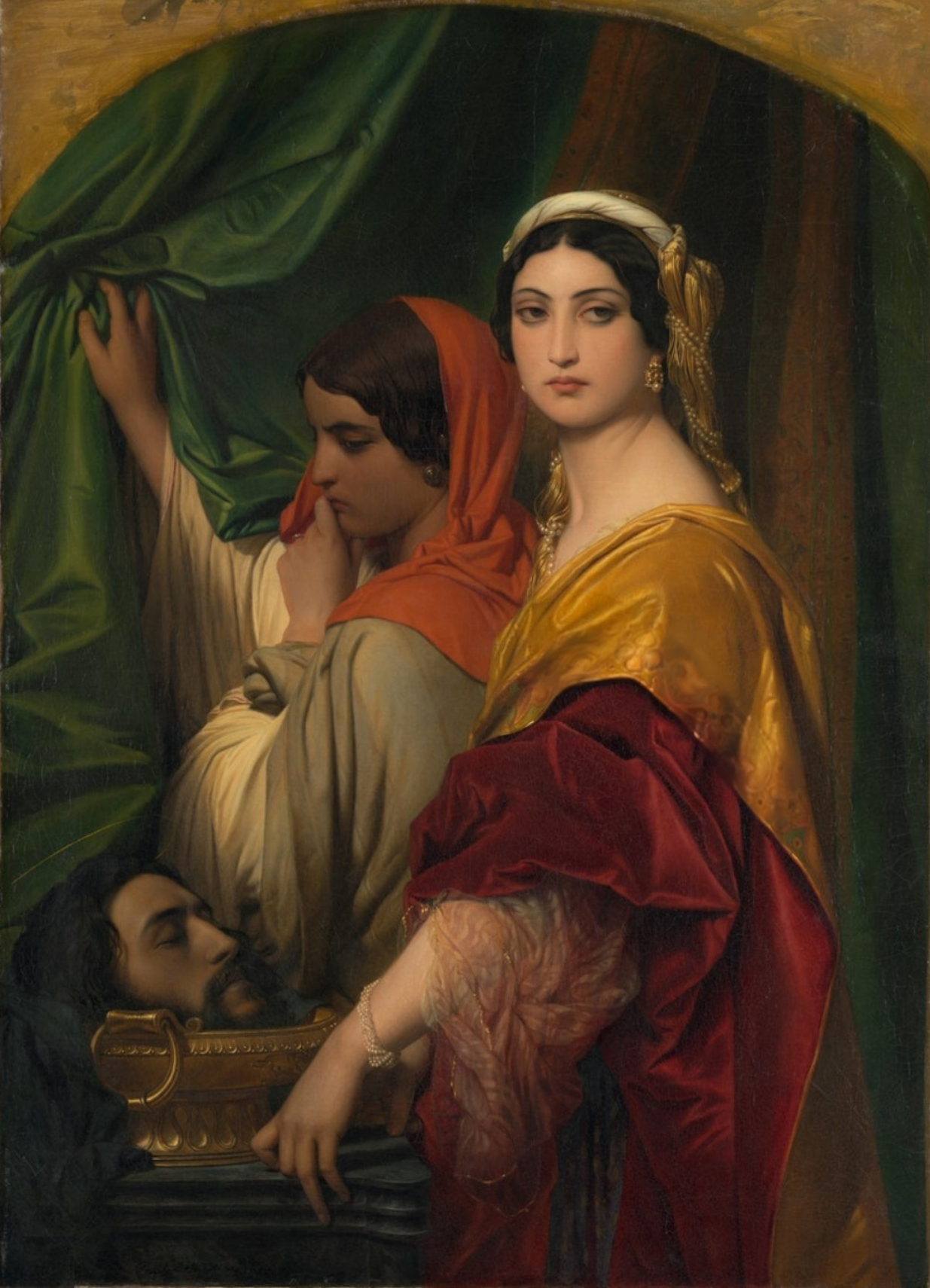
폴 들라로슈의 그림, 헤로디아의 초상화

헤로디아 또는 헤로다아스 (기원전 15년경 - 39년 이후 사망)은 예수 시대 헤롯 왕국의 왕비이다. 신약성서에 언급된 것으로 유명하다.

## 생애

### 출생
그녀는 헤롯 대왕의 손녀이며, 헤롯대왕과 마리암네 1세(유대왕조의 혈통,사두개파) 사이에서 태어난 헤롯 아리스토불루스의 딸이며 헤로데 아그리파 1세는 그녀의 남자 형제이다.

### 첫 번째 결혼
삼촌인 헤로데 2세(헤로데 빌립보1세)와 결혼해서 딸 살로메를 낳았다.

### 두 번째 결혼
23년경 그녀는 이혼하고, 또 다른 삼촌인 분봉왕 헤로데 안티파스와 결혼했다. 이 결혼은 도덕적으로 비난받았지만, 서로에게 유리한 조건의 결합이었다. 장차 왕위를 노리는 헤로데 안티파스의 입장에서는 하스몬 왕조 후손인 헤로디아의 결합이 왕위 계승에 큰 도움이 되었고, 헤로디아도 이 결혼으로 사회적 지위를 한 단계 높여 왕비가 될 수 있는 계기가 되기 때문이었다. 그러나 이 결혼은 모세의 율법에 위배되는 것으로 여겨져 많은 신앙심 깊은 유대인의 반감을 샀고, 특히 세례자 요한은 헤로데와 헤로디아의 결혼이 옳지 못하다고 비난했다.

### 숙청
37년 헤로디아의 남자 형제인 헤로데 아그리파 1세가 바타나이아와 트라코니티스의 분봉왕으로 봉해지자 헤로디아는 이를 시기하여 남편 안티파스를 부추겨 로마 제국의 황제 칼리굴라에게 헤로데 아그리파 1세를 모함하게 하였으나 실패하고, 결국 헤로데 아그리파의 역공을 받아서 안티파스는 실각하고 헤로디아와 함께 갈리아(불란서)로 유배되었다. 헤로데 아그리파 1세는 헤로디아에게 유대로 돌아올 것을 제안했지만 헤로디아는 이를 거부하고 남편을 따라서 유배를 자청했고, 갈리아의 유배지에서 죽은 것으로 추정된다.

## 신약성서와 헤로디아
신약성서의 복음서인 마태복음서와 마가복음서에 따르면, 헤로디아는 세례자 요한의 처형에 결정적인 역할을 한 것으로 묘사되고 있다. 헤로데 안티파스가 세례자 요한의 처형을 주저하자 헤로디아는 딸로 하여금 헤로데 안티파스 앞에서 춤을 추게 하고, 이에 반한 안티파스는 무슨 소원이든지 들어준다고 맹세한다. 헤로디아의 딸은 어머니의 사주를 받아 요한의 목을 요구하고 결국 안티파스는 요한을 처형했다고 한다(마태복음 14장, 마가복음 6장).
이 헤로디아의 딸의 이름은 성서에는 나오지 않지만 전통적으로 살로메로 알려져 있다. 헤로디아 왕비가 공주인 딸로 하여금 춤을 추도록 한 것은 헤로데 괴뢰정권이 성윤리에서도 문란했음을 보여주는 것이기도 했다. 고대에서 춤은 창녀들이 추는 것이었기 때문에 공주가 춤을 추었다는 것은 헤로데 괴뢰정권의 왕족들의 삶이 창녀같았음을 보여주는 것이었다.
그러나 요세푸스에 따르면, 세례자 요한의 처형은 정치적인 이유라고 한다. 세례자 요한은 온전한 덕성과 가르침으로 유대 민중의 신망을 받고 있었고, 그를 따르는 군중이 많아지자 헤로데 안티파스는 민중 봉기의 두려움을 느꼈다. 그래서 세례자 요한이 봉기를 일으키기 전에 먼저 선수쳐서 요한을 제거하기로 결정하고 마르켈누스 성채로 붙잡아 와서 처형했다는 것이다.

## 예술작품과 헤로디아
헤로디아와 딸 살로메, 세례자 요한의 처형 이야기는 많은 예술 작품의 모티브가 되었다.
- 헤로디아드(Hérodiade) - 쥴 마시네의 오페라
- 헤로디아스(Hérodias) - 귀스타브 플로베르의 소설
- 살로메 (희곡) - 오스카 와일드의 희곡
- 살로메 (오페라) - 리하르트 슈트라우스의 오페라